# Launy Grøndahl
Launy Grøndahl (30 de junho de 1886 – 21 de janeiro de 1960) foi um compositor e maestro dinamarquês, de renome internacional graças ao Concerto para Trombone e Piano ou Orquestra, escrito por ele. Launy estudou violino desde os oito anos de idade. Seu primeiro trabalho como músico profissional foi como violinista da Orquestra do Teatro Casino em Copenhague, aos treze anos.
Launy foi por um longo período (1925–1956) o maestro residente da Orquestra Sinfônica Nacional Dinamarquesa, a orquestra mais prestigiada da Dinamarca. Launy Valdemar Grondahl é conhecido para a posteridade por duas coisas – sua distinta carreira de 31 anos como maestro com a Orquestra Sinfônica da Rádio Nacional Dinamarquesa, e seu Concerto para Trombone datado de 1924.
Launy Grøndahl iniciou seus estudos com Anton Bloch, Ludolf Nielsen e Axel Gade, e o que marca sua vida como músico violinista e compositor foi uma bolsa de estudo da Kobenhavns Orkestreforenings Jubioeumslegat  no verão de 1924. Isso graças ao gerente da Vacum Oil Company, Carls A. Muchaelsen, doou kr. 2500 para homenagear um membro talentoso em conexão com o jubileu do 25º aniversário da associação em 25 de abril de 1924. Com esta bolsa Grøndahl teve a oportunidade fazer uma turnê em busca de conhecimento e amadurecimento musical pela Europa em Paris, Viena e Milão, entre outras cidades.

## Outras composições de Launy Grøndahl[5]
- Concerto para Trompa (1954)[5]
- Concerto para Fagote  (1942)[5]
- Pan e Syrinx, Poema Sinfônico, Op. 5 para orquestra (1915)[5]
- Concerto para Violino em Ré Maior (2017)[5]